# بروكس هولدر
بروكس هولدر (بالإنجليزية: Brooks Holder)‏ هو لاعب كرة قاعدة أمريكي، ولد في 2 نوفمبر 1914 في رايزنغ ستار في الولايات المتحدة، وتوفي في 7 يونيو 1986 في بينولي في الولايات المتحدة.

## وصلات خارجية
- بروكس هولدر على موقعبيزبول رفرنس.كوم (الدوري الثانوي) (الإنجليزية)